# 共和论坛
共和论坛（羅馬化：Ganatantra Manch）是孟加拉国的一个政党联盟，成立于2022年8月8日。该联盟现有6个成员党：民族社会党 (拉布)、公民团结、孟加拉国革命工人党、巴萨尼追随者委员会、国家改革运动和群众团结运动。人民权利委员会原来也是该联盟的成员，后于2023年5月退出联盟。该联盟的成员党中，除了民族社会党 (拉布)和孟加拉国革命工人党，其他政党都没有在选举委员会注册。